# Californie (quartier)
Pour les articles homonymes, voir Californie (homonymie).
 (décembre 2011).
Si vous disposez d'ouvrages ou d'articles de référence ou si vous connaissez des sites web de qualité traitant du thème abordé ici, merci de compléter l'article en donnant les références utiles à sa vérifiabilité et en les liant à la section « Notes et références ».
Californie est l'un des quartiers les plus huppés de la ville de Casablanca, au Maroc. Il est situé dans le sud de la ville et fait partie des quartiers où les prix de l'immobilier atteignent des niveaux records puisque les villas qui s'y trouvent sont, pour la plupart, luxueuses. 
En 1942, après le débarquement des américains à Casablanca, le général George Patton installa ses campements en pays Oulâd Haddou dont le climat allait être immédiatement comparé par les officiers américains à celui de l’État de Californie, d’où son nom actuellement « quartier Californie ».
Le quartier s'étend donc sur ce qui fut originellement les terres des Oulâd Haddou, tribu de descendance idrisside et fraction de la tribu des Mediouna . Par la suite, vers la fin des années 1990, de nouveaux habitants, pour la plupart aisés, emménagèrent dans le quartier et lui donnèrent la forme que l'on lui connait aujourd'hui.
Dans un premier temps, le quartier s'étendait sur toute la zone autour de la préfecture de police du boulevard de la Mecque. Désormais il s'étend sur tout le long du boulevard de la Mecque, et ses limites sont le rond-point entre le boulevard Fez et le boulevard Taddart et entre ce dernier avec le boulevard Al Qods.